# Spoorlijn Wissen - Morsbach
De spoorlijn Wissen - Morsbach, deel van de Wissertalbahn, was Duitse spoorlijn en was als spoorlijn 2682 onder beheer van DB Netze.

## Geschiedenis
Het traject werd door de Preußische Staatseisenbahnen geopend op 1 oktober 1890.  

## Aansluitingen
In de volgende plaatsen is of was er een aansluiting op de volgende spoorlijnen:
Wissen
DB 2651, spoorlijn tussen Keulen en Gießen
Morsbach
DB 2681, spoorlijn tussen Wissen en Morsbach

## Literatuur

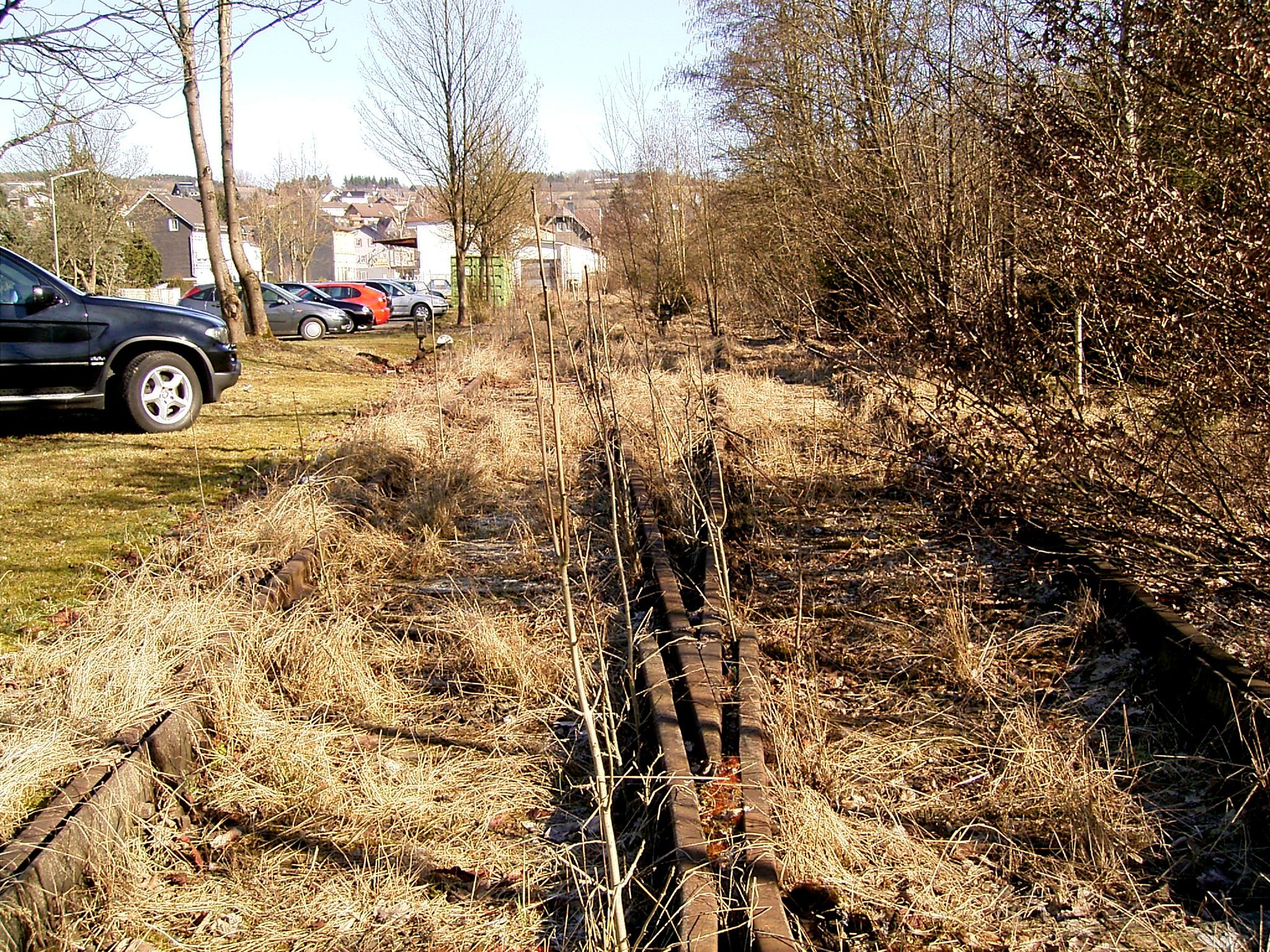
resten van de spoorlijn in Morsbach